# Andaj
Andaj – suwerenny litewski bóg magii, czasem uważany za najwyższego boga (lit. antdievis - "nadbóg"). Władca ciemnego nieba, opiekun kapłanów, utożsamiany z bogiem wężem. Odpowiednik wedyjskiego Waruny, podobnie rządzący wodami. Jego pruskim odpowiednikiem jest Patrimps. Utożsamiany też z Autrimpsem.